# Michel Varro
Michel Varro (Ginevra, 1542 circa – 8 ottobre 1586) è stato un giurista e fisico svizzero.

## Biografia
Era figlio di un mercante; studiò legge e matematica dal 1559 a Ginevra e dal 1563 a Francoforte sull'Oder. Dal 1568 fu membro del Consiglio di Ginevra e poi ebbe altre cariche. Nel 1581 divenne professore. Era comproprietario di una miniera di ferro. Viaggiò a Parigi nel 1572, scampando alla notte di san Bartolomeo. Nel 1573–1578 era in Polonia.
Nel suo De motu tractatus, scritto in Polonia e pubblicato nel 1584 a Ginevra, trattò argomenti poi studiati da Galileo Galilei, fra cui la caduta libera.

## Opere
- (LA) De motu tractatus, Ginevra, Jacques Stoer, 1584.